# 중국계 페루인
중국계 페루인(스페인어: Sino-Peruano; 중국어: 秘鲁华人)은 투산(스페인어: Tusán; 중국어: 土生)이라고도 알려진 조상이 중국에서 온 페루 시민이다. 이들은 페루에서 태어났거나 페루를 양자로 삼은 화교 혈통으로, 1만 4,223만 4,223명의 페루인들이 중국계 혈통을 주장하고 있다.
문화 때문에, 대부분의 중국계 페루인들은 그들의 아시아 조상들의 언어를 말하지 못한다. 그러나 일부는 스페인어 외에도 만다린어, 광둥어, 하카어, 민난어(호킨어)를 포함한 하나 이상의 중국어를 구사할 수 있다.
아메리카 원주민, 메스티소, 백인, 흑인 인구 외에 중국인은 페루 인구의 1% 미만으로 추정된다. 2017년 페루 인구 조사에서는 14,223명만이 투산 또는 중국계 혈통을 주장했다. 그러나 대사관에 따르면, 2009년 2900만 명의 페루인 중 5%(120만 명)가 중국계 혈통을 가진 것으로 추정되며, 이는 페루로 이주하여 많은 페루 여성들과 관계를 맺었던 10만 명의 중국계 이민자들이 19세기에 도착한 것으로 거슬러 올라간다.

## 역사

### 초기 역사

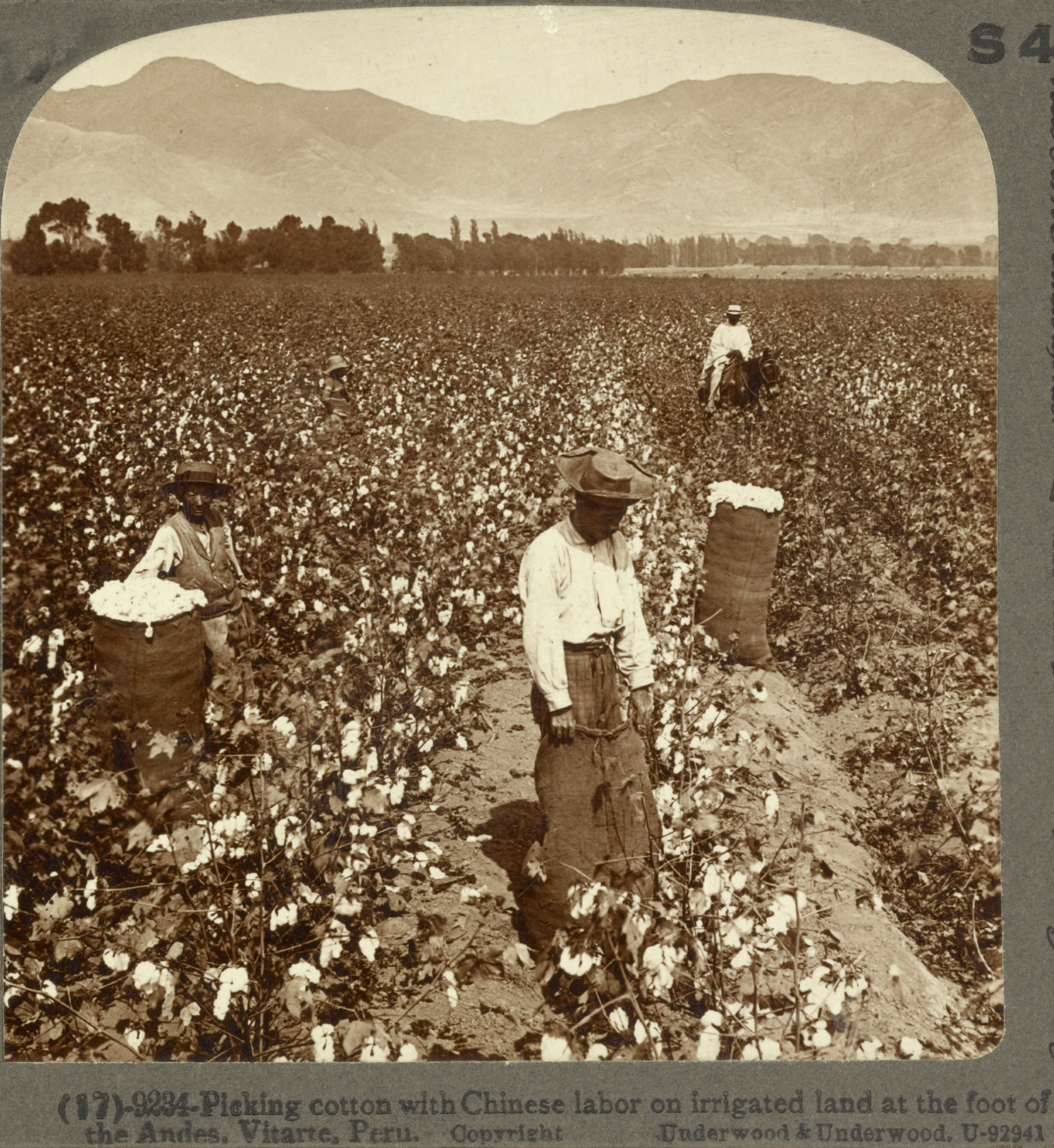
페루의 중국인 노동자 (1890년)

마닐라 갈레온을 통해 스페인령 필리핀에서 아카풀코로 운송된 아시아 쿨리들은 모두 치노(Chino)라고 불렸지만, 실제로는 중국뿐만 아니라 오늘날의 필리핀, 일본, 말레이시아, 인도네시아, 동티모르, 인도, 스리랑카 등의 다른 지역에서도 왔다. 필리핀 사람들이 그들 인구의 대부분을 차지했다. 멕시코의 다양한 아시아인들로 이루어진 이 공동체의 사람들은 스페인 사람들에 의해 "los indios chinos"라고 불렸다. 이들 노동자의 대부분은 남성이었고, 포르투갈 상인들이 인도 벵골, 믈라카주, 인도네시아, 일본 나가사키, 마카오를 포함한 포르투갈령 인도의 전초기지와 포르투갈 식민지로부터 얻었다. 스페인은 멕시코로부터 이러한 쿨리 중 일부를 받았는데, 멕시코는 치노 쿨리를 소유하는 것이 높은 지위를 보여주었다. 16세기에 멕시코에 도착한 가스파 페르난데스, 미겔, 벤추라라는 이름의 세 명의 일본인 쿨리에 대한 기록은 일본에 있는 포르투갈 노예 상인들이 구입하여 주인 페레즈가 멕시코로 운송한 것으로 나타났다. 이 아시아 노예들 중 일부는 페루의 리마로 데려왔는데, 1613년에 중국인, 일본인, 필리핀인, 말레이시아인, 캄보디아인 그리고 다른 사람들로 구성된 작은 아시아인 공동체가 있었다고 기록되어 있다.
19세기에 포르투갈령 마카오에서 4개월 동안 여행한 중국인 이민자들은 계약직 노동자나 쿨리로 정착했다. 광둥성 출신의 다른 중국 쿨리들이 뒤를 이었다. 노예제 폐지 기간인 1849년부터 1874년까지 8만 명에서 10만 명의  중국인 계약 노동자가 주로 설탕 농장으로 보내졌다.그들은 해안의 구아노 광산과 특히 그들이 페루의 구아노 붐에 크게 기여하는 주요 노동력이 된 해안 농장에 지속적인 노동력을 제공했다. 쿨리들은 가상의 노예로 전락했다고 믿었지만, 그들은 노예에서 자유 노동으로의 역사적 전환을 상징하기도 했다. 세 번째 중국인 노동자들은 리마에서 라오로야와 우앙카요로 가는 철도 건설을 위해 계약을 맺었다. 중국인 이주자들은 로마 가톨릭 신자들을 위한 묘지를 사용하는 것이 금지되었고 대신 잉카 이전의 매장지에 묻혔다. 1849년과 1874년 사이에 페루의 중국인 인구의 절반이 강제 노동으로 인한 학대와 탈진, 자살로 인해 사망했다.
페루에서는 중국인과 비중국인의 혼인에 대한 인종차별적 태도가 만연하지 않아 혼인의 수가 상당히 많다. 한 자료에 따르면, 태어난 혼혈아들의 수는 18만 명이었다고 한다. 그 숫자의 절반은 리마에만 있었고, 중국 메스티소와 전혈 중국인의 비율은 90,000 대 15,000 (6:1)이었다. 최근 인구 조사는 중국계 페루인 14,223명 (2017년)만 추정한다.

### 현대 이민
최근 중국계 이민자들은 1997년과 1999년에 홍콩과 마카오에서 페루로 이주한 반면, 다른 이민자들은 중국 본토, 대만, 그리고 말레이시아, 인도네시아, 싱가포르, 필리핀을 포함한 동남아시아 화교 공동체에서 왔다. 많은 중국계 인도네시아인들이 1960년대, 1970년대, 그리고 1990년대 후반에 그 나라들에서 일어난 반중국 폭동과 대학살 이후에 페루로 왔다. 이러한 최근의 중국인 이민자들은 페루를 현재 라틴아메리카에서 가장 큰 민족적 중국인 공동체의 본거지라고 만든다.

### 이민
많은 중국계 페루인들은 1960년대와 1970년대에 페루를 떠났다. 그들 대부분은 미국으로 향했고, 그들은 중국계 미국인 또는 중국계 페루인으로 불렸고, 다른 사람들은 캐나다, 스페인, 중국 본토, 홍콩, 마카오, 대만, 호주, 뉴질랜드로 갔다.

## 같이 보기
- 페루의 역사
- 화교